# Clemenceau (Schiff)
Die Clemenceau (Kennung: R98) war ein leichter Flugzeugträger der französischen Marine. Sie war das achte Trägerschiff und wurde wie ihr Schwesterschiff, die Foch (Kennung R-99), konventionell angetrieben. Zusammen bildeten sie von den 1960er- bis in die 1990er-Jahre das Rückgrat der französischen Marine. Sie war nach einem Schlachtschiff der Richelieu-Klasse das zweite Kriegsschiff, das nach Georges Clemenceau benannt wurde. Die Kiellegung dieser ersten Clemenceau hatte 1939 stattgefunden, das Schiff war aber nicht mehr fertiggestellt worden.

## Einsätze
Die Clemenceau war unter anderem an folgenden Operationen beteiligt:
- 1974–1975: Unabhängigkeit von Dschibuti, Indischer Ozean
- 1980: Es wird vermutet, dass die Clemenceau am Zwischenfall um Itavia-Flug 870 beteiligt war.
- 1982–1984: Bürgerkrieg im Libanon
- 1987–1988: Iran-Irak-Krieg
- 1990: Zweiter Golfkrieg
- 1993–1996: Krieg im ehemaligen Jugoslawien

## Außerdienststellung und Abwrackung
Die Clemenceau wurde am 1. Oktober 1997 außer Dienst gestellt und 2003 zum Abwracken verkauft. Eine Initiative aus vier Umweltschutzorganisationen, darunter Greenpeace, verzögerte mit einer Klage jedoch den Transfer zum Schiffsschrottplatz im Ausland, weil sich an Bord des Schiffes giftige Substanzen wie Quecksilber, Blei und weit über 100 Tonnen krebserregender Asbest befinden sollten, deren umweltgerechte Entsorgung am damals geplanten Verschrottungsort in der Türkei nicht gewährleistet sei. Nach offiziellen Angaben sollten nur rund 45 t Asbest an Bord sein. Das französische Gericht erklärte sich schließlich für nicht zuständig, da es sich um eine Militärangelegenheit handle. Daraufhin intensivierte Greenpeace seine internationale Kampagne. Einige Aktivisten besetzten kurzzeitig das Schiff.
Greenpeace berief sich auf das Basler Übereinkommen gegen Giftmüllexporte und wollte zudem auf die Arbeitsbedingungen in Alang in Indien, wo die Clemenceau nun abgewrackt werden sollte, aufmerksam machen.
Am 31. Dezember 2005 verließ das Schiff, nun mit der Bezeichnung Q790, im Schlepp eines russischen Schleppers den Hafen von Toulon mit Kurs Indien. Die Passage des Schleppverbandes durch den Sueskanal kam nur nach einer hohen Geldzahlung Frankreichs an Ägypten zustande, da die ägyptische Regierung wegen Umweltbedenken zunächst die Durchfahrt verweigerte. Nachdem der Oberste Gerichtshof Indiens am 13. Februar 2006 dem Schiff, das sich mittlerweile im Indischen Ozean befand, wegen unklarer Gefahrenlage für Gesundheit und Umwelt die Einreise in indische Hoheitsgewässer verweigert hatte, verbot auch der französische Staatsrat vorläufig dessen Verschrottung. Am 15. Februar ordnete Präsident Jacques Chirac die Rückkehr der Clemenceau nach Frankreich an. Das Schiff traf am 15. Mai in Brest ein. Ein neues Gutachten sollte nun klären, welche Giftstoffe in welchen Mengen an Bord vorhanden sind.
Im Juli 2008 wurde bestätigt, dass die Clemenceau im englischen Hartlepool abgewrackt werden würde, wo sie am 8. Februar 2009 eintraf. Bis zum Januar 2010 war das Schiff komplett abgewrackt.

## Schematische Darstellung

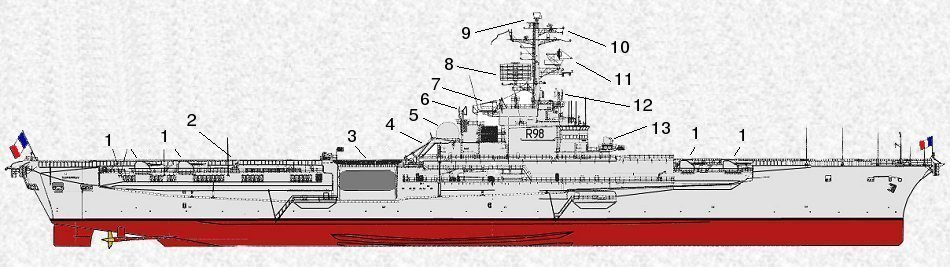
1: 100-mm-Geschütz; 2: Zielradar DRBC-31; 3: Aufzug; 4: Kran; 5: Anflugradar; 6: Höhenradar DRBI-10; 7: Schornstein; 8: DRBV-20-Überwachungsradar; 9: Tacon Funkbake; 10: Tiefen-/Oberflächenradar DRBV-50; 11: Luftüberwachungsradar DRBV-23; 12: Höhenradar DRBI-10; 13: Zielradar DRBC-31

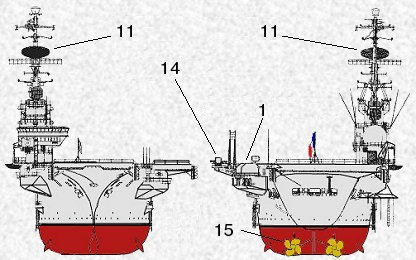
1: 100-mm-Geschütz; 11: Luftüberwachungsradar DRBV-23; 14: OP3-Landespiegel; 15: 4-Blatt-Propeller

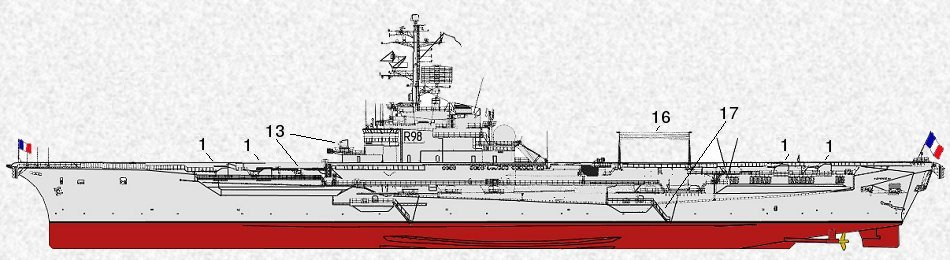
1: 100-mm-Geschütz; 13: Zielradar DRBC-31 radar; 16: HF-Radioantennen; 17: Seitentreppe

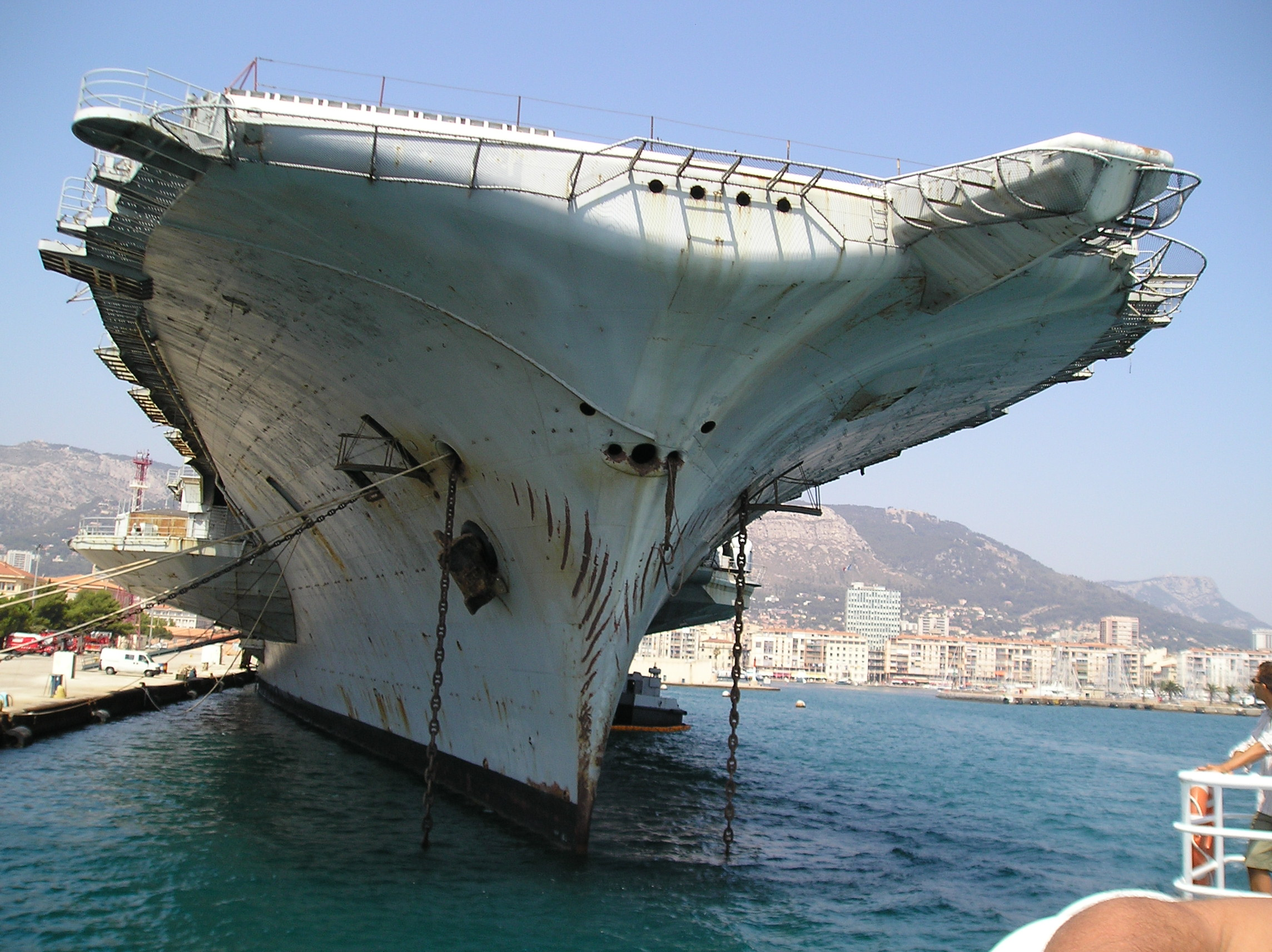
Frontansicht
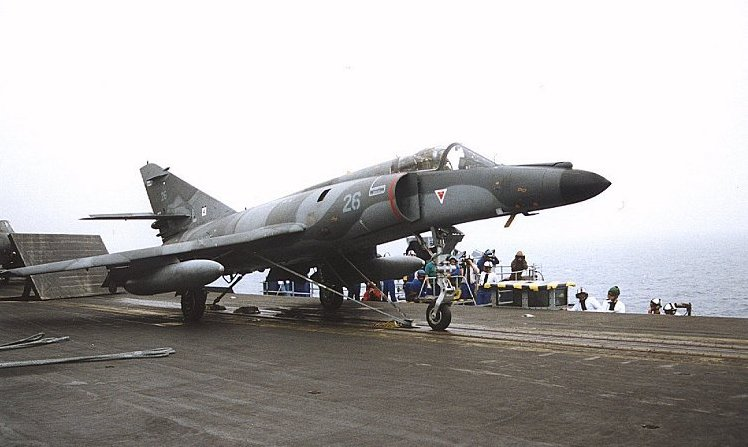
Dassault Super Étendard
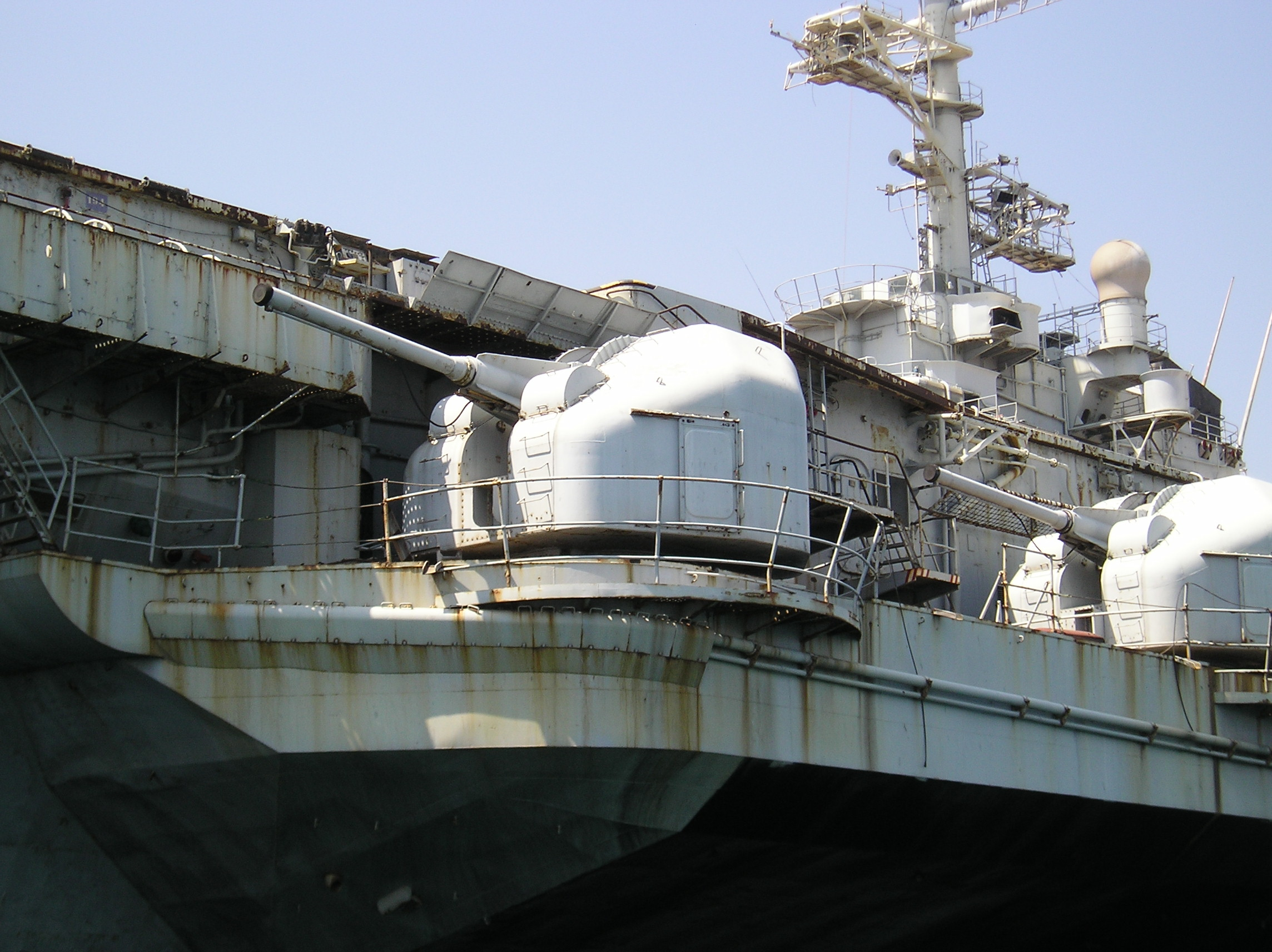
100-mm-Geschütze